# Türlübey
Türlübey ist ein Dorf im Landkreis Buldan der türkischen Provinz Denizli. Türlübey liegt etwa 63 km nordwestlich der Provinzhauptstadt Denizli und 22 km nordöstlich von Buldan. Türlübey hatte laut der letzten Volkszählung 705 Einwohner (Stand Ende Dezember 2010).